# 生井
生井（なまい）は、栃木県芳賀郡茂木町の大字。

## 地理
生井村は、北は那須郡烏山町、西は茂木町黒田、南は茂木町町田に接している。東方は那珂川が村境を区切っていて、他三方は山に囲まれた小さな山村。那珂川と町田村境の黒田川沿いに低地が開けており、そこで畑作をしてその山際に集落を形成している。

## 歴史

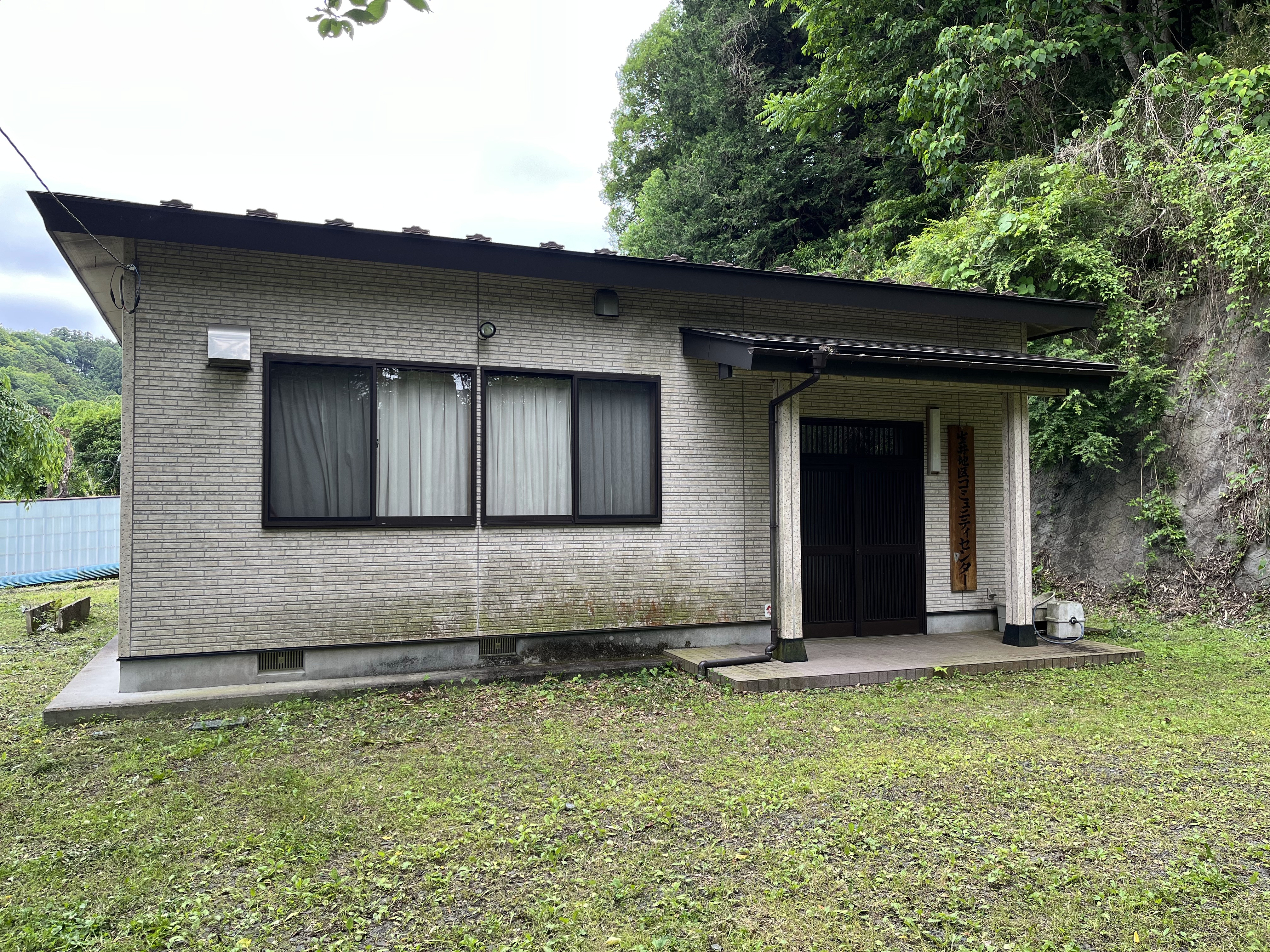
生井公民館

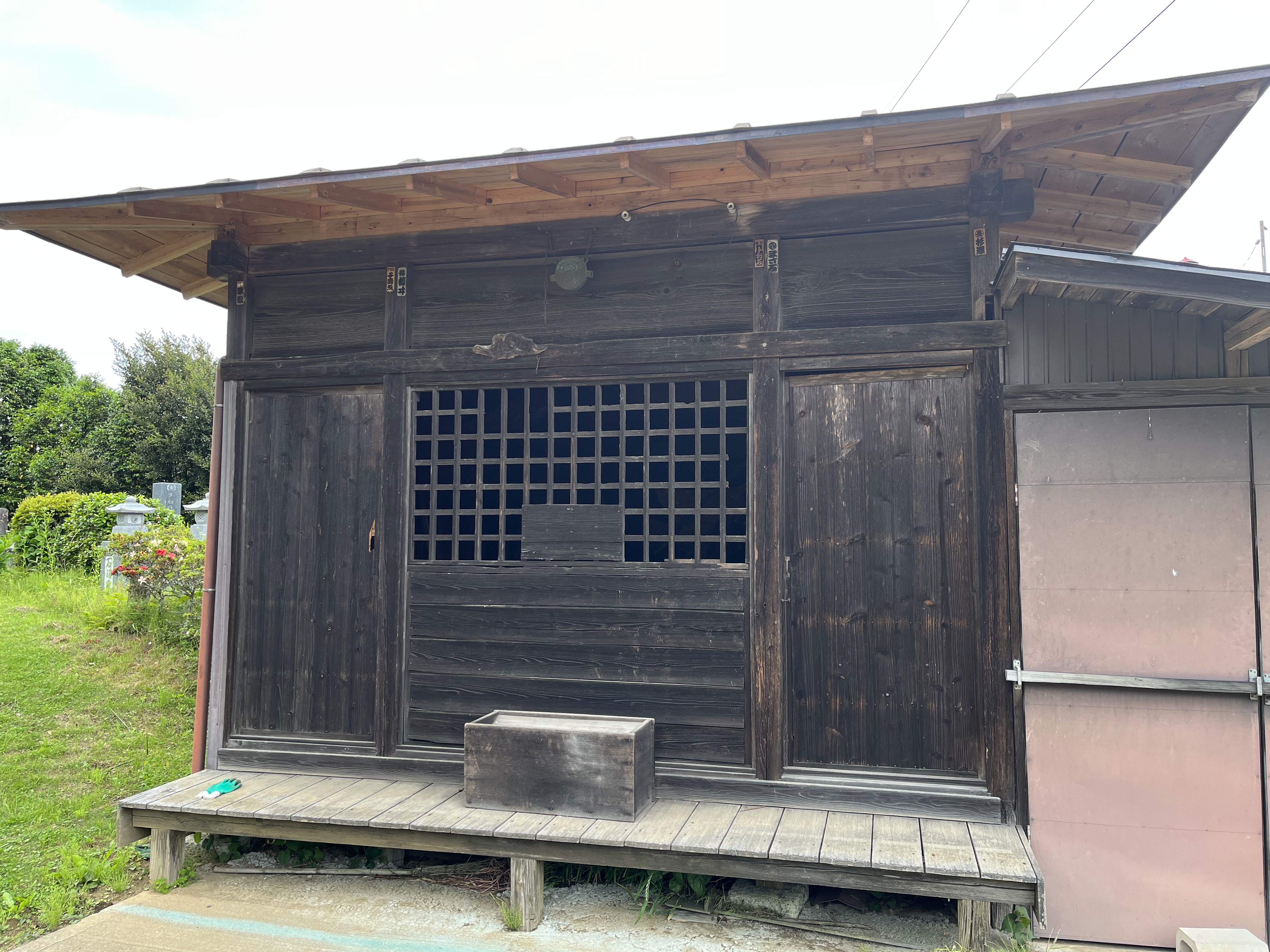
薬師堂

### 近世
幕府の公式記録である「郷帳」によると、近世における生井の領主は烏山藩で1701年（元禄14年）の石高は135石8斗6升。これは1834年（天保5年）の石高でも同じだった。尚、1648年の記録では茂木町域の村数は39で生井村は確認されておらず、1701年の記録から名前が見られるようになった。
関東にあった下野国周辺では、中世頃から和紙作りが行われていたと推測されている。那珂川沿いの烏山領生井村でも和紙の原料である楮の生産が盛んに行われていて、元禄年間（1688年～1703年）には既にかなりの紙漉きが行われていた。その製品の一部は烏山の紙問屋に売り渡されていたが、ほとんどは江戸の紙問屋から代金を前借りし、そこに納入されていた。
1797年（寛政9年）、烏山藩が生井村などの村々に紙漉作業を4月10日までに終わらせ、その後は農作業に精励するよう達しを出している。しかし、昨年不作で食糧不足に悩まされていた生井村・竹原村・小原沢村・向田村の農民達は、紙漉の収入に頼らざるを得なくなり、村々の役員一同が連名で4月下旬まで紙漉作業を延期するよう藩役所に願い出た。これにより紙漉作業は4月25日まで延期することが許可された。
茂木町は総面積の70%が林野に占められていて、江戸時代における林産業は、農民の農閑期における現金収入を得る手段として重要な役割を担っていた。無論、生井村でも木材の生産が行われていて、当時、生井村小川佐市が苅生田村見木佐藤次から松坂を買受けた領収書が残っている。当記録から、とりわけ火災が頻発することから、木材需要が高い傾向が強かった。他にも農間余業として木炭の生産も行われていた。旧中川地区・旧須藤地区・旧茂木地区などの製品は舟便により那珂川沿いの生井などの村々の河岸より江戸・水戸方面に出荷されていた。

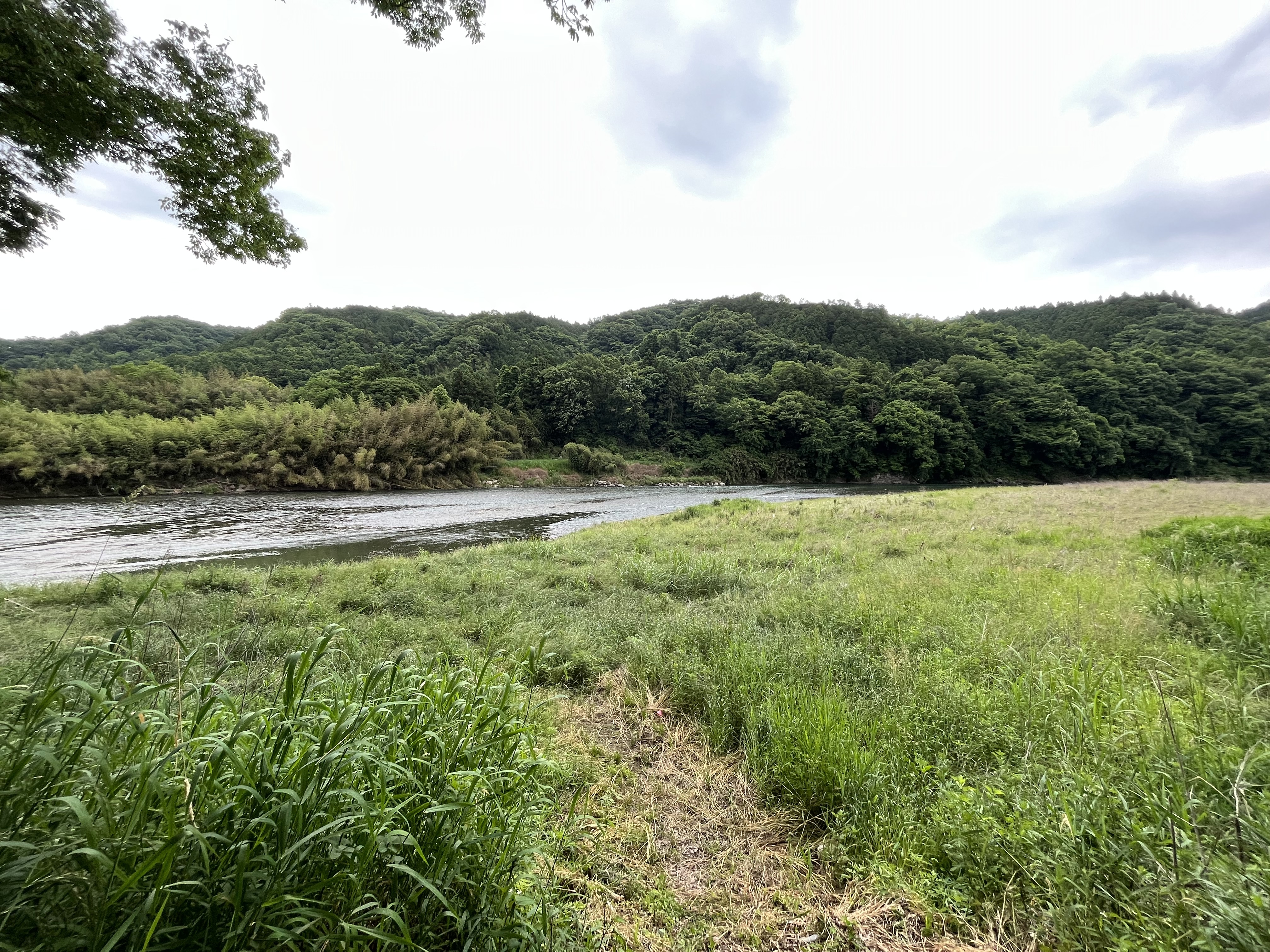
河岸跡地

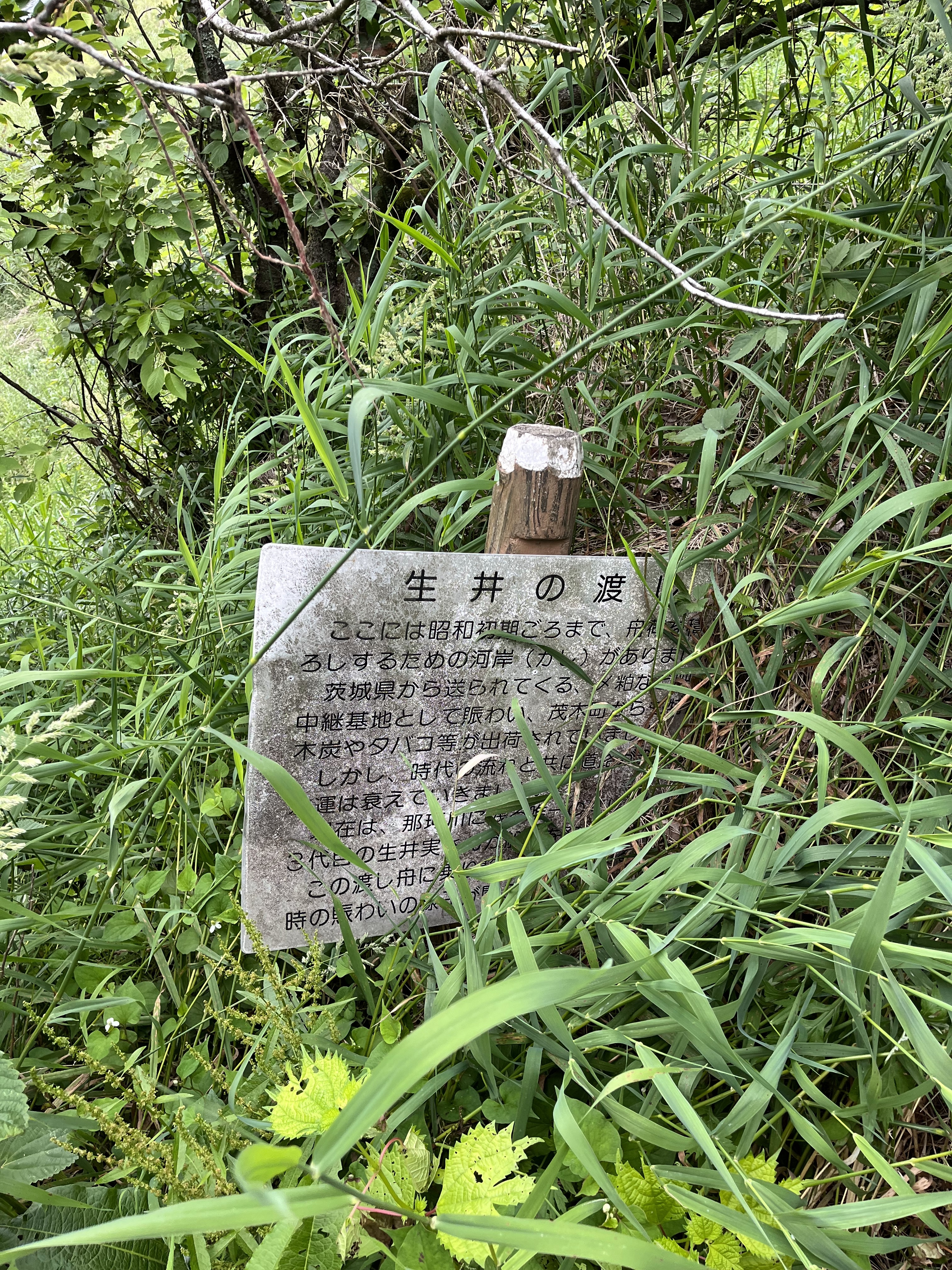
河岸に関する看板

那珂川右岸に位置する生井では、1651年（慶安4年）から1777年（安永6年）の間に、河岸が開設された。 
江戸時代中期以降、年貢の増加や飢饉等により農民の生活は困窮し、各地で間引きの風習が広がった。それに対し、領主は間引きの禁令や教諭論を出し農民の教化を努力した。また石田梅岩によって創唱された心学（仏教・儒教・神道・道教の教えを庶民にもわかりやすくした教学）を農民教化の最良手段と着目した領主達は、間引きの悪習を無くし人口増加を図りこれを導入。烏山藩領の生井村では、1793年（寛政5年）に心学の講談が行われた。講談では、村々の百姓が午前と午後に男女に分かれて1席ずつ拝聴。内容の本旨は、間引きの因果応報の理や生命の尊さをわかりやすく説き明かしたものだった。
江戸時代、茂木地区には40ヵ村が存在していた中で生井村の石高は135石と最も低く、最も多かった山内村（1773石）との差は10倍以上の規模の違いがあった。

### 近代

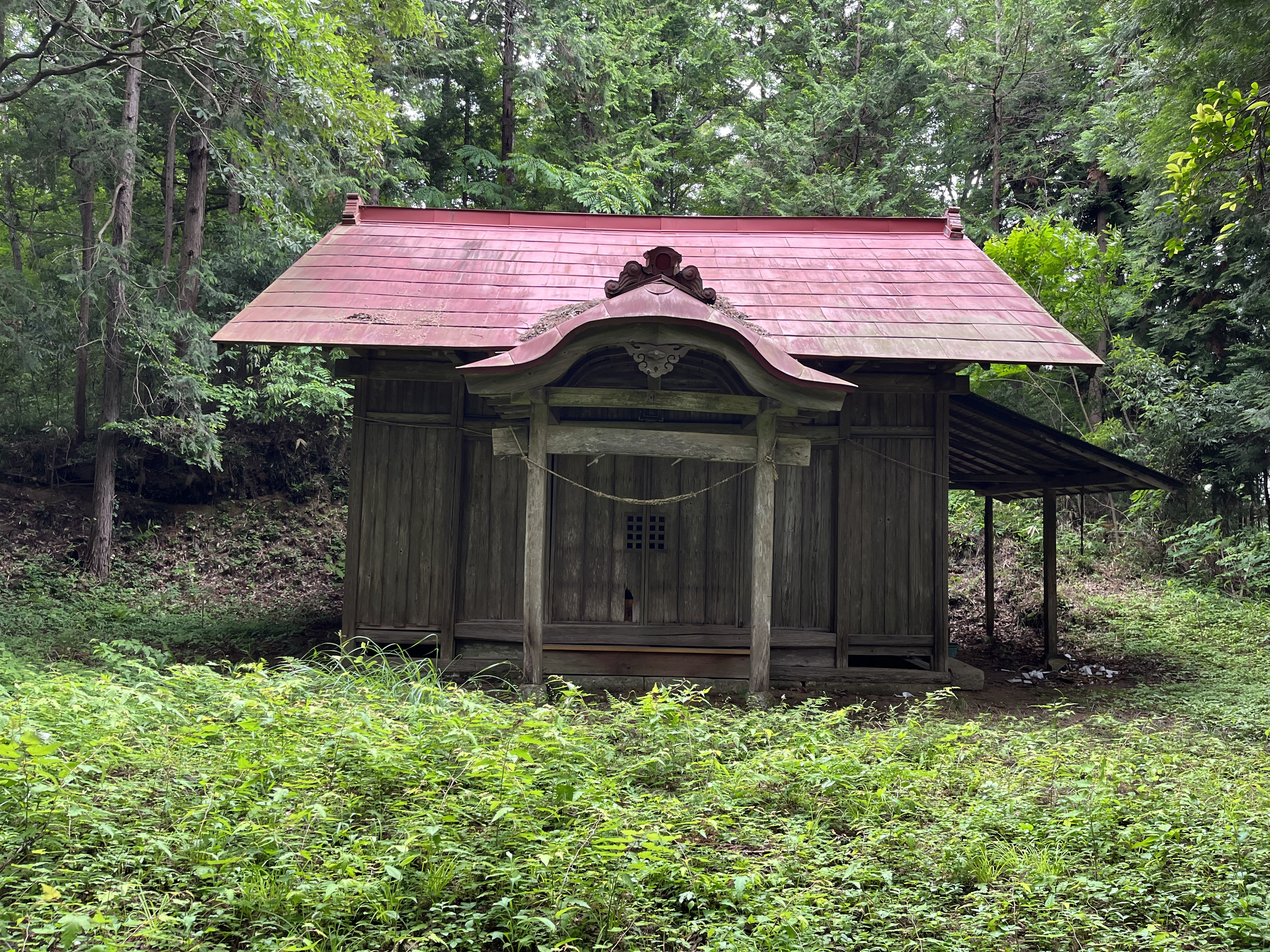
十二神社

1871年（明治4年）7月14日、全国に廃藩置県の命令が下されると、烏山藩領だった生井村は烏山県に属すこととなった。しかし同年11月13日の県の統廃合により烏山県は廃止され、宇都宮県管轄に編入。烏山県が存在したのは約4ヶ月だけだった。
1888年（明治21年）4月25日に市制・町村制が公布されると、茂木地区では茂木町・逆川村・中川村・須藤村が誕生し、生井村は須藤村に属すこととなった。
明治時代初期、田畑山川などを色分けして絵図を作成し烏山県庁に提出するよう通達があり、これに対し生井村では1872年（明治5年）1月8日に村中の者の連署のもと旧烏山県役所に提出された。当絵図「明治5年生井村絵図」には家数が26戸描かれていて、1699年（元禄12年）の宗門改帳から家数30戸減少している。当絵図の作成理由も記述されてあり、廃藩置県により烏山藩から烏山県管轄に編入したものの、前述したように約4ヶ月後には宇都宮県に編入し管轄替えが行われ、諸帳簿と共に絵図面を揃えて宇都宮県に提出する必要があり作成に至ったとある。

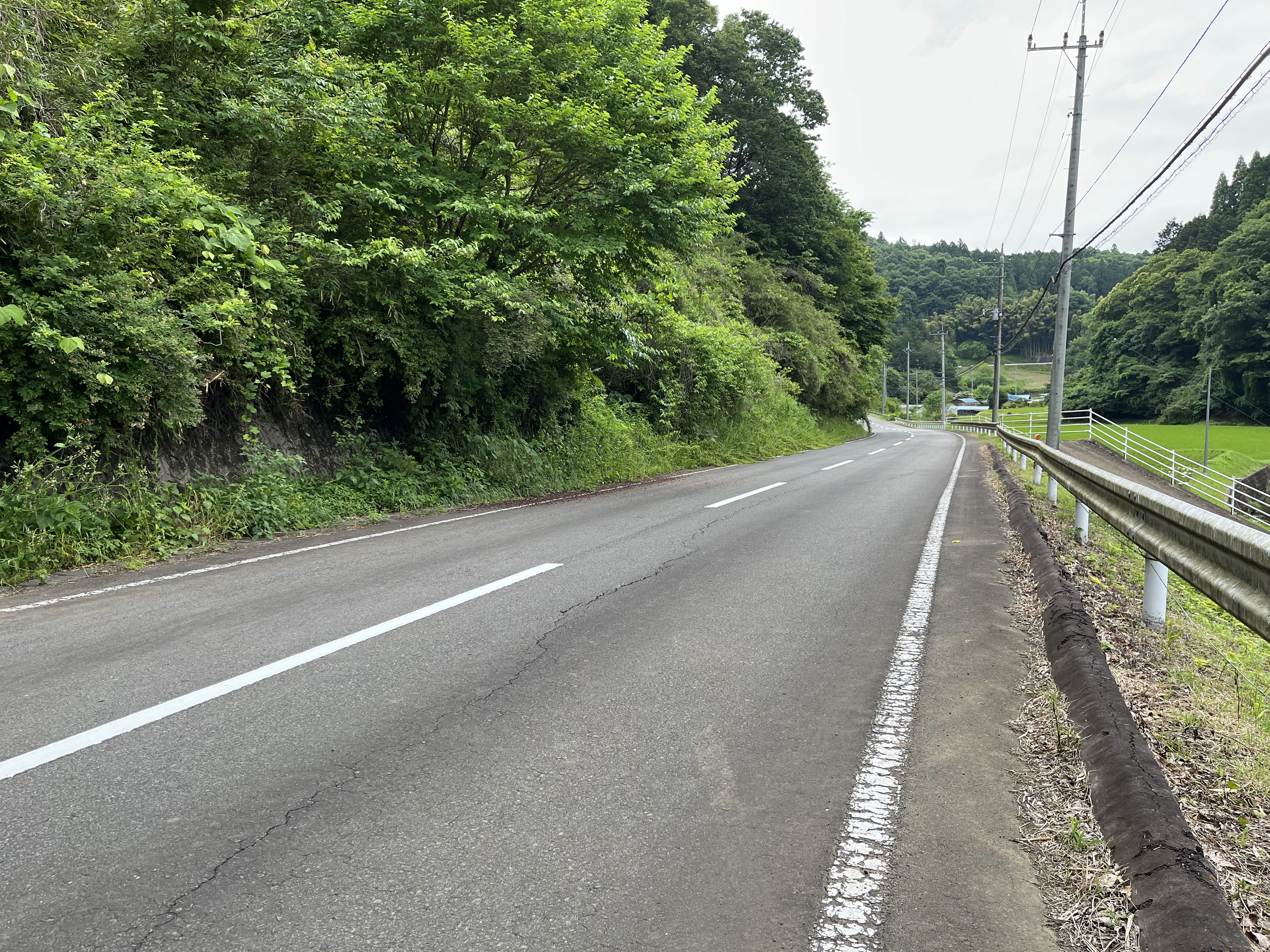
生井黒田線

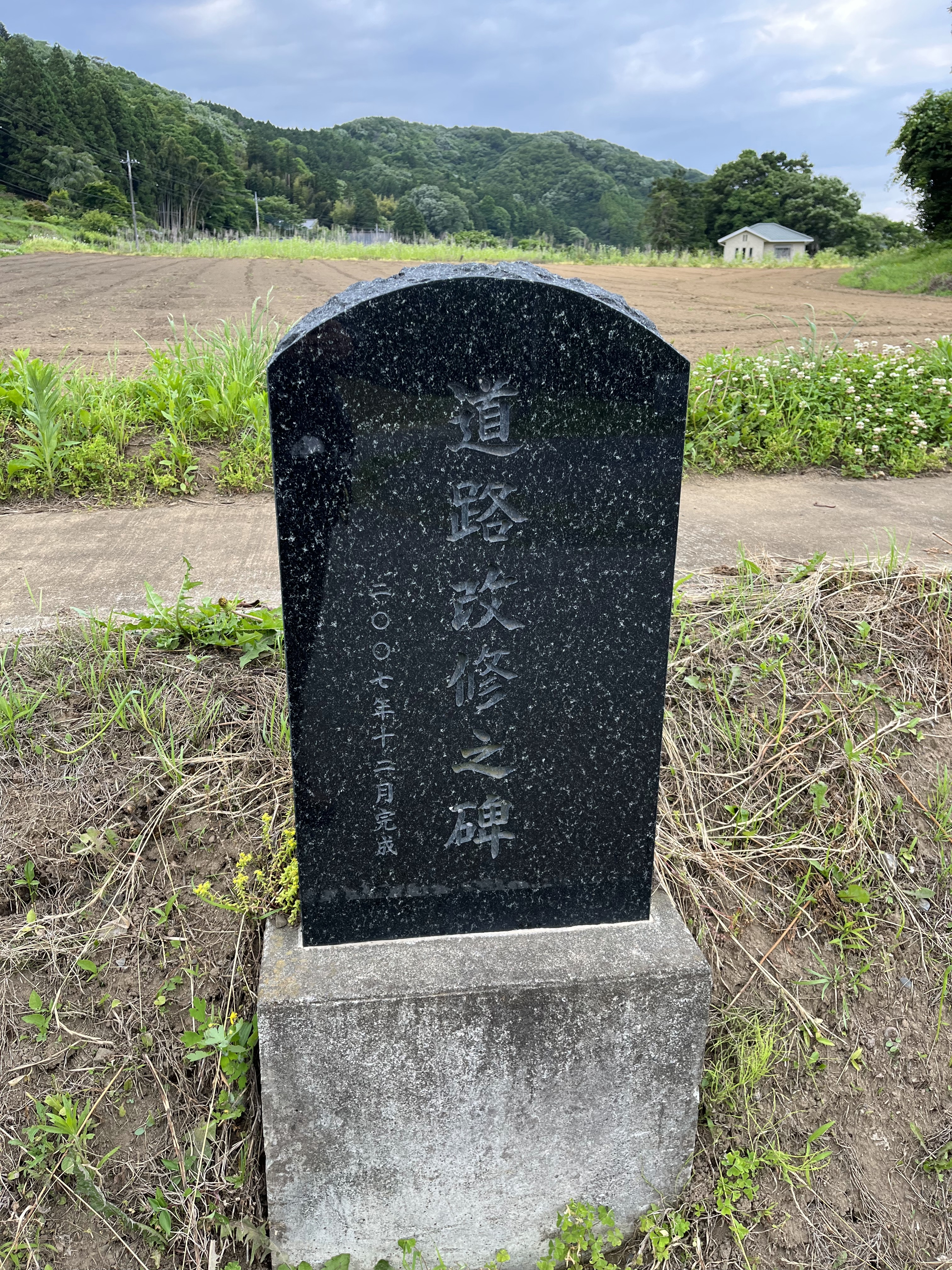
道路改修之碑

1923年（大正12年）の関東大震災や1927年（昭和2年）の金融恐慌の煽りを受け、農産物価格が下落し農民の生活が困窮したことから、各市町村長は農村救済運動に着手。国や県が補助金を支給し、昭和7～9年の3ヵ年に渡る土木事業を通して、農民に労働収入を与える事と共に耕地改良による生産向上を図られた。当事業は、経済上最も有利で労働力の多いものを選ぶこと、工事に従事する労働者はその村で農業に従事していて、生活が困窮している人を優先的に使用する事とし、県は事業の4分の3を補助した。生井村近隣における当事業は、昭和7年度に生井・黒田線の432mの工事が行われていて、工費は1,997円だった。

#### 生井・町田村間の分校問題
1874年（明治7年）8月、生井村・黒田村・所草村・町田村の4ヵ村が結社を結び、道生舎という小学校を生井村の寺院に設置。町田村内の山之根組の児童も同校に通学を始めたものの、通学路は山や谷がある4kmの道のりのため大変不便で、これが就学率の低さに影響を及ぼした。そのため山之根組18戸が1875年（明治8年）2月に、隣村の刈生田村（現市貝町）にあった小学校の誘善舎への編入を希望。山之根組伍長山口藤平らが学区取締中村元掌に誘善舎編入許可を提出。山之根組から当校までは、道生舎までの半分に満たない距離に位置していた。しかし元の結社の生井村用掛の承諾する認印がなければ許可できないと返事をされたため、生井村用掛に調印を求めたが不同意との回答が返ってきた。道生舎は地理的に通学不便の上、誘善舎への編入もできなかった山之根組地区では、当分の間、区内に誘善舎の分校を独自に設置して児童の教育にあたることとした。この事態を重くみた中村元掌は刈生田村まで地元の意向を確かめに出向き、山之根組地区内に分校を設置することを許可。その結果、1875年（明治8年）7月に農家の山口彦平宅を借り受け分校が開校された。その一方で生井村用掛生井林平は町田村用掛に対し、児童の通学が不便であるならば学校を近い場所に移転する用意があることを申し入れたが、既に山之根組と刈生田村の間で分校を設置することの同意がされていることから、提案を受け入れることはできないと返答。しかし、事ここに至って県学事係古川良輔が、山之根組に設置された校舎は仮校舎であり永続する事は困難であること、刈生田村との同意は正式な契約ではないこと等を挙げて、生井村側の提案した移転計画を実行に移し地域間の協和を図るべきだと斡旋を行った。結局、双方はこれを受け入れて分校問題は解決に至った。

## 教育

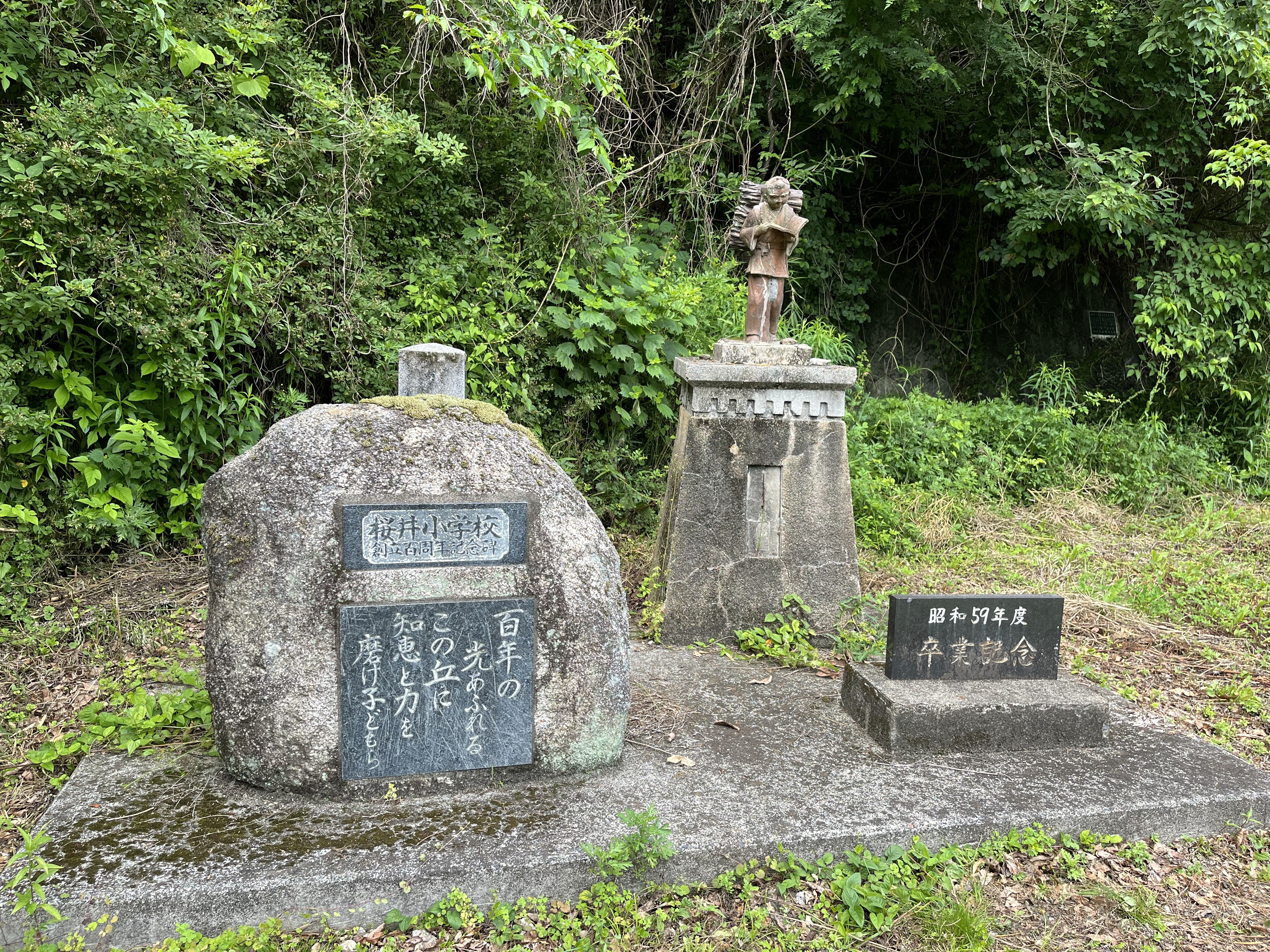
旧校の記念碑

1874年（明治7年）8月に生井村・黒田村・町田村・所草村が結社を結び開校した小学校。所在地は生井村の寺院。1877年（明治10年）時点での学齢人口は90人（男48/女42）であったが、地理的な条件などから未就学率が県内の他校と比べても高く、未就学児童数は男子児童13人・女子児童42人と女子児童に関しては茂木地区内でも唯一就学している児童がいなかった。
1879年（明治12年）9月に文部省が定めた教育令は、当初の「学制」の厳格な規程を改める内容だったが、その設置や就学が緩やかになったことで、小学校教育を後退させる弊害も生じた。結果、約1年半後の1880年（明治13年）12月に教育令の改正が行われ、以前までの教育令に比べてかなり厳格なものになった。続いて1881年（明治14年）には文部省が「小学校則綱領」を布達。小学校の教育内容を、初等科（3年）・中等科（3年）・高等科（2年）の3等に分けて、詳細に定めた。1884年（明治17年）2月9日、芳賀郡長から栃木県令に報告した、明治16年「栃木県芳賀郡学区表」によると、芳賀郡には54小学区が設けられていて、そのうち第25番から第34番までの14学区が茂木地区に割り当てられていた。基本的には1小学区に1小学校が設けられていたが、人口規模や地理的条件などから、生井村・千本村の第38学区など3学区で2つの小学校が設置されていた。生井村の第38学区には立教館（千本村）・道生舎（生井村）が置かれ、生井村・千本村・上菅又村・町田村・黒田村の6ヵ村が属していた。学区内の人口は1572名と茂木地区の14学区の中では3番目に大きい規模で、学齢人口は5番目に多い227人。初等科・中等科が設けられ生徒数は立教館82人・道生舎58人だった。 
その後、1886年（明治19年）に「小学校令」に公布されると義務教育が実施され、小学校は尋常小学校と高等小学校の二段階になる。それに伴い千本村の立教館は千本尋常小学校へ改称され、生井に分教室が置かれるようになった。また、生井分教室は1900年（明治33年）に生井尋常小学校に独立。1903年（明治36年）には同校と山田尋常小学校を合併し生井字中ノ坪に中野尋常小学校を開設することを検討されたが、結局1904年（明治37年）に名称を変えて桜井尋常小学校として発足された。明治17～18年に書かれた芳香資料（永島咬軒）では、現在の大字須藤小字黒田と大字生井の地区を下那須庄桜井郷と記してあり、現存していない昔の地名を用いて”桜井”としたとされている。
前述したように1886年（明治19年）から小学校は尋常と高等に分けられたため、芳賀郡内にも高等小学校が3校設けられ、茂木町には芳賀郡第二高等小学校が置かれた。1887年（明治20年）5月12日の「下野新聞」によると、当校の経費負担区域には生井村を含めた茂木地区の41ヵ村に加え、石下村・笹原田村（両村ともに現在は市貝町）も経費を負担していた。尚、1890年（明治23年）10月公布の「小学校令」により、小学校の設置は各市町村としたことにより当校は廃止され、町立茂木高等小学校となった。
1900年（明治23年）10月30日、戦前までの教育指針となった教育勅語が発布され、栃木県では同年12月に各小学校に対して勅語謄本の頒布が行われ、これと前後して明治天皇と皇后の御真影の下賜が行われた。桜井尋常小学校には1904年（明治37年）に勅語謄本が下賜された。尚、御真影についての記載は確認されていない。

## 産業

### 養蚕
栃木県内では近代以前から少々行われていた養蚕だが、幕末の開港により外国貿易が始まると、年々養蚕は全国的に盛んになり、芳賀郡でも1879年（明治12年）に1,244斤、1880年（明治13年）には15,263斤に達する盛況ぶりだった。生井村にもこの影響は及び、1893年（明治26年）当時の産業の様子が述べられた生井家文書には、生井村が桑畑に適していて年々生産量が増え、養蚕の発達により人の出入りが増えたことなどが記されている。